# 格赖 (卢瓦尔省)
格赖（法語：Graix）是法国卢瓦尔省的一个市镇，属于圣艾蒂安区（Saint-Étienne）布尔阿尔让塔县（Bourg-Argental）。该市镇总面积8.58平方公里，2020年时的人口为141人。

## 人口
格赖人口变化图示